# وسام ألبرت
وسام ألبرت (بالإنجليزية: Albert Medal)‏ هي وسام تمنحه الجمعية الملكية للفنون في بريطانيا «تشجيعًا للفنون والصناعات والتجارة». أنشئ سنة 1864 تكريمًا لذكرى الأمير ألبرت، الذي رأس الجمعية ثمانية عشر عامًا، ومُنح للمرة الأولى في العام ذاته.

## الحاصلون على الوسام
الأشخاص المتبوعة أسماؤهم بعلامة ، حصلوا أيضًا على جائزة نوبل.
| - 1864: السير رولاند هل. - 1865: الإمبراطور نابليون الثالث. - 1866: مايكل فاراداي. - 1867: وليم فوذرجيل كوك وتشارلز ويتستون. - 1868: جوزيف ويتورث. - 1869: يوستوس فون ليبيغ. - 1870: فرديناند دي لسبس. - 1871: هنري كول. - 1872: هنري بسمر. - 1873: ميشيل أوجين شيفيرول. - 1874: كارل فيلهلم سيمنس. - 1875: ميشيل شيفالييه. - 1876: السير جورج بيدل أيري. - 1877: جان-باتيست دوما. - 1878: وليم أرمسترونغ. - 1879: وليم طومسون (لورد كلفن فيما بعد) - 1880: جيمس بريسكوت جول. - 1881: أوغست فيلهلم فون هوفمان. - 1882: لوي باستير. - 1883: السير جوزيف دالتون هوكر. - 1884: الكابتن جيمس بوكانان إيدز. - 1885: هنري دولتون. - 1886: صمويل ليستر. - 1887: الملكة فكتوريا. - 1888: البروفيسور هرمان فون هلمهولتز. - 1889: جون بيرسي. - 1890: ويليام هنري بيركن. - 1891: السير فريدريك أبل. - 1892: توماس إديسون. - 1893: السير جون بينيت لوويس والسير هنري جلبرت. - 1894: السير جوزيف ليستر. - 1895: السير لوثيان بل. - 1896: البروفيسور ديفيد إدوارد هيوز. - 1897: جورج جيمس سايمونس. - 1898: البروفيسور روبرت بنسن. - 1899: السير وليام كروكس. - 1900: هنري وايلد. - 1901: الملك إدوارد السادس. - 1902: البروفيسور ألكسندر غراهام بيل. - 1903: تشارلز أوغسطس هارتلي. - 1904: والتر كرين. - 1905: اللورد راليه. - 1906: السير جوزيف سوان. - 1907: إيرل كرومر. - 1908: جيمس ديوار. - 1909: السير أندرو نوبل. - 1910: ماري كوري. - 1911: تشارلز ألجرنون بارسونز. - 1912: لورد ستراثكونا آند ماونت رويال. - 1913: الملك جورج الخامس. | - 1914: غولييلمو ماركوني. - 1915: جوزيف جون طومسون. - 1916: إيليا ميتشنيكوف. - 1917: أورفيل رايت - 1918: السير ريتشارد غليزبروك - 1919: السير أوليفر لودج - 1920: البروفيسور ألبرت أبراهام ميكلسون. - 1921: البروفيسور جون أمبروز فلمنج - 1922: السير دوغالد كلارك - 1923: الميجور جنرال السير ديفيد بروس - 1924: صاحب السمو أمير ويلز (الملك إدوارد الثامن فيما بعد) - 1925: السير ديفيد برين - 1926: البروفيسور بول ساباتييه. - 1927: السير أستون ويب - 1928: السير إرنست رذرفورد. - 1929: السير جيمس ألفريد إيوينغ - 1930: البروفيسور هنري إدوارد أرمسترونغ - 1931: صاحب السمو الملكي دوق كونوت وستراذرن - 1932: فرانك برانغوين - 1933: السير وليم ليولين - 1934: السير فريدريك غولند هوبكنس. - 1935: السير روبرت هادفيلد - 1936: السير إدوارد ستانلي، إيرل داربي السابع عشر - 1937: السير وليم نفيلد - 1938: صاحبة الجلالة الملكة ماري - 1939: السير توماس هنري هولاند - 1940: جون ألكسندر ميلن - 1941: الرئيس فرانكلين روزفلت - 1942: الفيلد مارشال جان سموتس - 1943: السير إدوارد جون راسل - 1944: السير هنري تيزارد - 1945: ونستون تشرشل. - 1946: السير ألكسندر فليمنغ والسير هوارد فلوري - 1947: السير روبرت روبنسون. - 1948: السير وليم ريد دك - 1949: السير غيلز غيلبرت سكوت - 1950: السير إدوارد فيكتور أبلتون. - 1951: صاحب الجلالة الملك جورج السادس - 1952: القائد الجوي السير فرانك ويتل - 1953: الدكتور إدغار أدريان - 1954: السير أمبروز هيل - 1955: الدكتور ريف فون ويليامز - 1956: السير هنري هاليت ديل - 1957: السير كريستوفر هينتون - 1958: صاحبة الجلالة الملكة إليزابيث الثانية - 1959: فنسنت ماسي - 1960: السير فردريك هاندلي بيج - 1961: البروفيسور فالتر غروبيوس - 1962: السير سيدني غوردون راسل - 1963: صاحب السمو دوق إدنبرة | - 1964: نينيت دو فالوا - 1965: السير ليون باغريت - 1966: كريستوفر كوكريل - 1967: السير إدوارد لويس - 1968: السير بارنز واليس - 1969: السير ألن لين - 1970: بيتر سكوت - 1971: السير وليم غلوك - 1972: السير جورج إدواردز - 1973: السير جون بيتشمان - 1974: صاحبة الجلالة الملكة إليزابيث، الملكة الأم - 1975: السير نيكولاوس بيفسنر - 1976: اللورد أوليفييه (الممثل لورنس أوليفيه) - 1977: اللورد روبنز من ولدنغهام - 1978: السير جون تشارنلي - 1979: السير روبرت ماير - 1980: البارونة باربارا وارد - 1981: ييهودي مينوهين - 1982: أكيو موريتا - 1983: السير أرنولد ألكسندر هول - 1984: السير هيو كاسون - 1985: صاحب السمو الملكي أمير ويلز - 1986: السير ألاستير بيلكنغتون - 1987: الدكتور فرنسيس كريك. - 1988: السير شريداث رامفال - 1989: اللورد سينسبيري، لورد بريستون كاندوفر - 1990: الدكتور جوناثان ميلر - 1991: البارونة سيار - 1992: اللورد يانغ، لورد دارتنغتون - 1993: بول هاملين - 1994: السير إرنست هول - 1995: السير أدريان كادبري - 1996: السير كلاوس موزر - 1997: السير سايمون راتل - 1998: البارونة وارنوك - 1999: البروفيسور ستيفن هوكينغ - 2000: الأميرة آن - 2001: ماري روبنسون - 2002: تيم بيرنرز لي - 2003: تيم سميت - 2004: كاران بيليموريا - 2005: د. غرو هارلم برونتلاند - 2008: سايمون دافي - 2009: زارين خاراس - 2010: جيريمي ديلر - 2011: ألبينا رويز - 2013: سلوين إيميج - 2014: يوس دي بلوك |